# Saint-Rémy-de-Provence
Saint-Rémy-de-Provence (provansalsko Sant Romieg de Provença/Sant Roumié de Prouvènço) je naselje in občina v jugovzhodnem francoskem departmaju Bouches-du-Rhône regije Provansa-Alpe-Azurna obala. Leta 2007 je naselje imelo 10.251 prebivalcev.
Saint-Rémy-de-Provence je rojstni kraj francoskega zdravnika, astrologa in jasnovidca Nostradamusa.

## Geografija
Kraj leži v pokrajini Provansi ob vodnem kanalu Alpilles 24 km severovzhodno od Arlesa. Na ozemlju občine izvira 20 km dolga reka Anguillon, levi pritok Durance.

## Uprava
Saint-Rémy-de-Provence je sedež istoimenskega kantona, v katerega so poleg njegove vključene še občine Les Baux-de-Provence, Maillane, Maussane-les-Alpilles in Paradou s 16.092 prebivalci.
Kanton Saint-Rémy-de-Provence je sestavni del okrožja Arles.

## Zanimivosti
- Kolegialna cerkev sv. Martina na Trgu republike, prenovljena v 19. stoletju, z ohranjenim gotskim zvonikom iz 14. stoletja,
- samostan Saint-Paul-de-Mausole,
- Nostradamusov vodnjak,
- rimska naselbina Glanum južno od kraja, z ohranjenima slavolokom zmage in kenotafom.